# Црнча (Љубовија)
Црнча је насеље у Србији у општини Љубовија у Мачванском округу. Према попису из 2022. било је 757 становника.

## Географија
Црнча је просторно и становништвом највеће насељено место (поред Љубовије) у Азбуковици. За Црнчу се знало још у средњем веку, када је рудник олова и цинка Липник био коришћен. У том периоду називана је Зрнза или Црнциа, а највећи део становништва чинили су Дубровчани. Црнча се помиње и у писму папе Климента четвртог упућеном из Авињона српском цару Стефану Душану, где се наводи као један од највећих средњовековних рудника у тадашњој Европи. Као велепоседнике у том граду (тада је Црнча имала статус града) наводе се имена Дубровчана Брајана Ненадића и Богавца Прибојевића.

## Историја
Доласком Османлија у Србију, Црнча постаје један од најважнијих рудника, који поседује и топионицу, једну од најбољих у Османском царству. Касније, током турских освајања, Дубровчани се повлаче и започиње стагнација.
Међутим, током 19. века и одласком Турака са ових простора, Црнчу насељавају српске породице из Црне Горе и Херцеговине, па Црнча убрзо постаје варош. Најпознатије породице које су се доселиле тридесетих година 19. века су: Павловићи (потомци Павла и Итане Петровић, Његошевих рођака, који су због убиства турског аге побегли у Црнчу), који су дошли из црногорског Грахова, Николићи, који су дошли из Херцеговине, Марковићи такође из Херцеговине, из општине Гацко, село Наданићи и други.
Ускоро, Црнча постаје општина и због свог географског положаја (налази се између Љубовије и Зворника) убрзано се развија. Од познатих породица су: Симићи, Пуртићи, Павловићи, Mарковићи.
Крајем деветнаестог века председник општине Црнча, Андрија Павловић (највиши човек у Србији у том тренутку и потомак Павла Петровића) постаје близак српском краљу Милану од којег бива више пута одликован и добија чин пуковника. Интересантно, да се његово име спомиње у књизи Масони у Југославији (написао Ненезић). Његови потомци и данас живе у Црнчи (славе св. Архангела Михаила).
После Другог светског рата Црнча као и цео крај падају у немилост комунистичког режима, као четнички крај.

## Водни ресурси
У Црнчи постоји веома велики број шумских потока и река које су део дринског слива. Крупинска река са Коларичком реком чини главну притоку реке Дрине. Поред тога, значајне количине воде у Дрину уносе Медаљски поток и Врачевачки поток, посебно у пролећном и јесењем периоду. Медаљски поток извире у подножју локалитета Стовиш, а Врачевачки поток је део засеока Врнчић у близини насеља Велика Река (општина Мали Зворник).

## Демографија
У насељу Црнча живи 967 пунолетних становника, а просечна старост становништва износи 39,4 година (38,0 код мушкараца и 41,0 код жена). У насељу има 365 домаћинстава, а просечан број чланова по домаћинству је 3,32.
Ово насеље је великим делом насељено Србима (према попису из 2002. године), а у последња три пописа, примећен је пад у броју становника.
Најпознатије личности из Црнче су признати новинар Милован Бркић и писац Славиша Павловић.
|  |

| Демографија | Демографија | Демографија |
| Година      | Становника  | Становника  |
| ----------- | ----------- | ----------- |
| 1948.       | 1.438       |             |
| 1953.       | 1.569       |             |
| 1961.       | 1.783       |             |
| 1971.       | 1.707       |             |
| 1981.       | 1.539       |             |
| 1991.       | 1.373       | 1.360       |
| 2002.       | 1.213       | 1.215       |

| Етнички састав према попису из 2002.‍ | Етнички састав према попису из 2002.‍ | Етнички састав према попису из 2002.‍ | Етнички састав према попису из 2002.‍ | Етнички састав према попису из 2002.‍ |
| ------------------------------------ | ------------------------------------ | ------------------------------------ | ------------------------------------ | ------------------------------------ |
|                                      |                                      |                                      |                                      |                                      |
| Срби                                 | Срби                                 |                                      | 1.185                                | 97,69%                               |
| Роми                                 | Роми                                 |                                      | 18                                   | 1,48%                                |
| Руси                                 | Руси                                 |                                      | 2                                    | 0,16%                                |
| Хрвати                               | Хрвати                               |                                      | 1                                    | 0,08%                                |
| непознато                            | непознато                            |                                      | 6                                    | 0,49%                                |

| Година пописа     | 1948. | 1953. | 1961. | 1971. | 1981. | 1991. | 2002. |
| ----------------- | ----- | ----- | ----- | ----- | ----- | ----- | ----- |
| Број домаћинстава | 199   | 212   | 320   | 312   | 341   | 376   | 365   |

| Број чланова      | 1  | 2  | 3  | 4  | 5  | 6  | 7  | 8 | 9 | 10 и више | Просек |
| ----------------- | -- | -- | -- | -- | -- | -- | -- | - | - | --------- | ------ |
| Број домаћинстава | 61 | 83 | 56 | 77 | 40 | 31 | 14 | 1 | 2 | 0         | 3,32   |

| Пол    | Укупно | Неожењен/Неудата | Ожењен/Удата | Удовац/Удовица | Разведен/Разведена | Непознато |
| ------ | ------ | ---------------- | ------------ | -------------- | ------------------ | --------- |
| Мушки  | 535    | 178              | 317          | 34             | 4                  | 2         |
| Женски | 486    | 79               | 323          | 79             | 5                  | 0         |
| УКУПНО | 1.021  | 257              | 640          | 113            | 9                  | 2         |

| Пол    | Укупно                    | Пољопривреда, лов и шумарство | Рибарство                            | Вађење руде и камена | Прерађивачка индустрија       |
| ------ | ------------------------- | ----------------------------- | ------------------------------------ | -------------------- | ----------------------------- |
| Мушки  | 268                       | 60                            | 0                                    | 41                   | 40                            |
| Женски | 121                       | 80                            | 0                                    | 2                    | 15                            |
| УКУПНО | 389                       | 140                           | 0                                    | 43                   | 55                            |
| Пол    | Производња и снабдевање   | Грађевинарство                | Трговина                             | Хотели и ресторани   | Саобраћај, складиштење и везе |
| Мушки  | 3                         | 59                            | 10                                   | 2                    | 18                            |
| Женски | 0                         | 0                             | 7                                    | 2                    | 1                             |
| УКУПНО | 3                         | 59                            | 17                                   | 4                    | 19                            |
| Пол    | Финансијско посредовање   | Некретнине                    | Државна управа и одбрана             | Образовање           | Здравствени и социјални рад   |
| Мушки  | 0                         | 5                             | 11                                   | 2                    | 1                             |
| Женски | 0                         | 0                             | 1                                    | 4                    | 5                             |
| УКУПНО | 0                         | 5                             | 12                                   | 6                    | 6                             |
| Пол    | Остале услужне активности | Приватна домаћинства          | Екстериторијалне организације и тела | Непознато            | Непознато                     |
| Мушки  | 0                         | 0                             | 0                                    | 16                   | 16                            |
| Женски | 0                         | 0                             | 0                                    | 4                    | 4                             |
| УКУПНО | 0                         | 0                             | 0                                    | 20                   | 20                            |